# Залесова, Елизавета Николаевна
Елизавета Николаевна Залесова (1856 — 9 ноября 1924) — русская писательница, драматург, врач.
Заведовала школой массажа и гимнастики, располагавшейся до Октябрьской революции в доме Бассейного товарищества (адрес: Некрасова ул., 58-60, Греческий пр., 10-12, Фонтанная ул., 3-5).

## Драматургические труды
Известны драматургические произведения:
- «Атаман Устинья Федоровна (Устя)» — драматическое представление, в соавторстве с А. А. Соколовым. Издание: М. 1888. Подписано: А. А. С. и Е. Н.З.
- «Теща в дом — все вверх дном» — комедия. Издание: М.,1893. Подписано: З… (издание 1899 года подписано псевдонимом Автор водевиля «Довинтились» Б…).
- «Черт в юбке» — шутка в одном действии. Издание: СПб., 1895. Подписано: Автор комедии «Теща в дом — все вверх дном».
- «Безумный брак» — драма. Издание: СПб.,1890.
- «Механическая невеста» — фарс. Издание: СПб, 1891.
- «Сам себя сосватал» — фарс. Издание: СПб.,1891.
- «Чудо механики, или невеста с музыкой» — фарс. Издание: СПб.,1891. Подписано: N.N.
- «Босоножка» — драматический этюд. Издание: СПб.,1890. Подписано: S-ba.
- «Са-а-мый бедный Ионафан» — фарс. Издание: М.,1892. Подписано: Z.
- «Усач» — шутка. Издание: СПб.,1894. Подписано: Z.
- «Сожженная Москва, или герои 1812 г.» — драматическое представление. Издание: М.,1901. Подписано: Z.

## Медицинские труды
Работы по массажу и фитотерапии:
- Учебник массажа и шведской врачебной гимнастики: с 264 рис. в тексте / Е. Н. Залесова.- 3-е просмотр. и доп. изд.- СПб.: Книгопечатня Шмидта, 1910. - 574 с.: ил.
- Полный русский иллюстрированный словарь-травник и цветник : сост. по новейшим ботан. и мед. соч. врач. Е. Н. Залесовой и О. В. Петровской / Е. Н. Залесова, О. В. Петровская.- СПб.: Родина, 1900 - 1901.

Под её редакцией вышла книга А. А. Каченовской «Записки по косметич. массажу лица, уход за ногтями и волосами» (СПб., 1910).